# Hans Melchior
Hans Melchior ( 5 de agosto de 1894 – Berlín - 12 de marzo de 1984) fue un botánico alemán.

## Biografía
Estudia botánica en la "Universidad Humboldt de Berlín": (Universidad de Berlín, siendo asistenta de G. Haberlandt en el Instituto de Fisiología Vegetal, y obtiene su grado doctoral con él en 1920.
Luego es asistente en el Jardín Botánico de Berlín: Museo Botánico y Herbarium, Berlín-Dahlem, el 1 de octubre de 1920, comienzo de una ininterrumpida carrera en esa institución en donde pasó por todas las categorías, terminando como director interino (1958–1959), y siendo profesor de Botánica desde 1940, enseñando en la Universidad Técnica de Berlín.
Además de su múltiples contribuciones a la taxonomía, están sus tratamientos de las Medusagynaceae, Theaceae, Violaceae, Canellaceae, para la segunda edición de Die Natürlichen Pflanzenfamilien de Engler & K. Prantl, la publicación como editor con E. Werderman, of ed. 12 (1954-1964) del "Syllabus der Pflanzenfamilien" de Engler, y, como su mayor y última contribución (con Hans Kastner) de "Gewurze" (1974).
Su interés principal fueron las Violaceae, Theaceae, y Bignoniaceae y, especialmente en sus primeros años, en la flora de los Alpes. Recibe su introducción a esa flora en las excursiones como estudiante con Engler, donde retiene las mejores memorias de tales eventos, y atribuyendo a ese entorno su amor a la sistemática botánica. Melchior fue miembro fundador de la International Association for Plant Taxonomy (IAPT) y permaneció allí toda su vida.

## Honores

### Eponimia
Género
- (Theaceae) Melchiora Kobuski,[1] sinónimo de Balthasaria

Especies
- (Clusiaceae) Clusia melchiorii Gleason[2]
- La abreviatura «Melch.» se emplea para indicar a Hans Melchior como autoridad en la descripción y clasificación científica de los vegetales.[3]